# لياندرو دا سيلفا (لاعب كرة قدم)
لياندرو دا سيلفا (بالبرتغالية: Leandro da Silva‏) هو لاعب كرة قدم برازيلي، ولد في 11 يناير 1989 في Rio Branco do Sul ‏ في البرازيل. شارك مع منتخب البرازيل تحت 20 سنة لكرة القدم. أما مع النوادي، فقد لعب مع فيتوريا دي غيماريش ونادي بارانا ونادي بنفيكا ونادي كوريتيبا ونيا سلاميس فاماغوستا.

## وصلات خارجية
- لياندرو دا سيلفا (لاعب كرة قدم) على موقع قاعدة بيانات كرة القدم.إي يو (الإنجليزية)
- لياندرو دا سيلفا (لاعب كرة قدم) على موقع Soccerway.com (الإنجليزية)